# Tuebingosaurus maierfritzorum
Tuebingosaurus maierfritzorum es la única especie conocida del género extinto Tuebingosaurus de dinosaurio saurisquio sauropodomorfo que vivió durante finales del Triásico, hace aproximadamente entre 222 a 209 millones de años durante el Noriense, en lo que hoy es  Europa. Es un  masopodo de la Formación Trossingen del Triásico Superior de Alemania, originalmente identificado como un espécimen de Plateosaurus.
El holotipo, GPIT-PV-30787, también conocido como "GPIT IV", es un esqueleto poscraneal parcial. Fue descubierto en 1922 y almacenado en la colección paleontológica de la universidad de Tübingen. Originalmente fue asignado a la especie Gresslyosaurus plieningeri. Más tarde, fue considerado un ejemplar de Plateosaurus, a veces siendo utilizado como material de referencia para análisis filogenéticos usando su nombre. Sin embargo, en realidad contiene varias características con sauropodomorfos más derivados, lo que le permitió ser nombrado como el taxón distinto Tuebingosaurus maierfritzorum en 2022. El nombre genérico, "Tuebingosaurus", honra a la ciudad de Tübingen, mientras que el nombre específico, "T. maierfritzorum", se refiere tanto a Uwe Fritz como a Wolfgang Maier, el primero es editor de la revista Vertebrate Zoology que organizó un Festschrift en honor a Maier, su descripción fue parte de este evento académico. Aunque sus descriptores solo lo asignaron como un sauropodomorfo masopodano, también realizaron un análisis filogenético que lo colocó dentro de los Sauropoda propiamente dichos, posiblemente cerca de Schleitheimia.
La Formación Trossingen se interpretó originalmente como un depósito sincrónico de animales, pero ahora se considera que es una acumulación constante de cadáveres empantanados que fueron depositados durante cientos de años por un río. Otros especímenes de este depósito incluyen el terópodo Liliensternus y varios sauropodomorfos asignados a Plateosaurus y varios nombres asociados, que necesitan revisión.